# 343. Marineluftgeschwader (Japan)
Das 343. Marineluftgeschwader (japanisch 第三四三海軍航空隊 Dai San-Yon-San Kaigun Kōkūtai, englisch 343rd Naval Air Group (343rd NAG)) war ein Verband der Kaiserlich Japanischen Marineluftstreitkräfte, der während des Zweiten Weltkrieges im Einsatz war.

## Geschichte
Die erste Formation wurde im Januar 1944 in Kagoshima auf Kyūshū aufgestellt. Die Verluste in den blutigen Gefechten bei den Marianen während der Schlacht in der Philippinensee waren so hoch, dass die Einheit am 10. Juli 1944 schon wieder aufgelöst wurde.
Am 25. Dezember desselben Jahres wurde das Korps auf die Initiative von Kapitän zur See Genda Minoru erneut aufgestellt. Nach seinen Plänen sollte es ein Geschwader der Experten werden. Unter seiner Führung sollten die besten noch lebenden Piloten, ausgerüstet mit den besten verfügbaren Maschinen, versuchen, die verzweifelte Lage Japans zu verbessern. Das beste japanische Jagdflugzeug war Ende 1944 die Kawanishi N1K2-J Shiden-Kai, von den Alliierten 'George' genannt. Dieses Flugzeug konnte mit den besten alliierten Kriegsflugzeugen konkurrieren, nämlich der F6F Hellcat, der P-51 Mustang und der F4U Corsair.

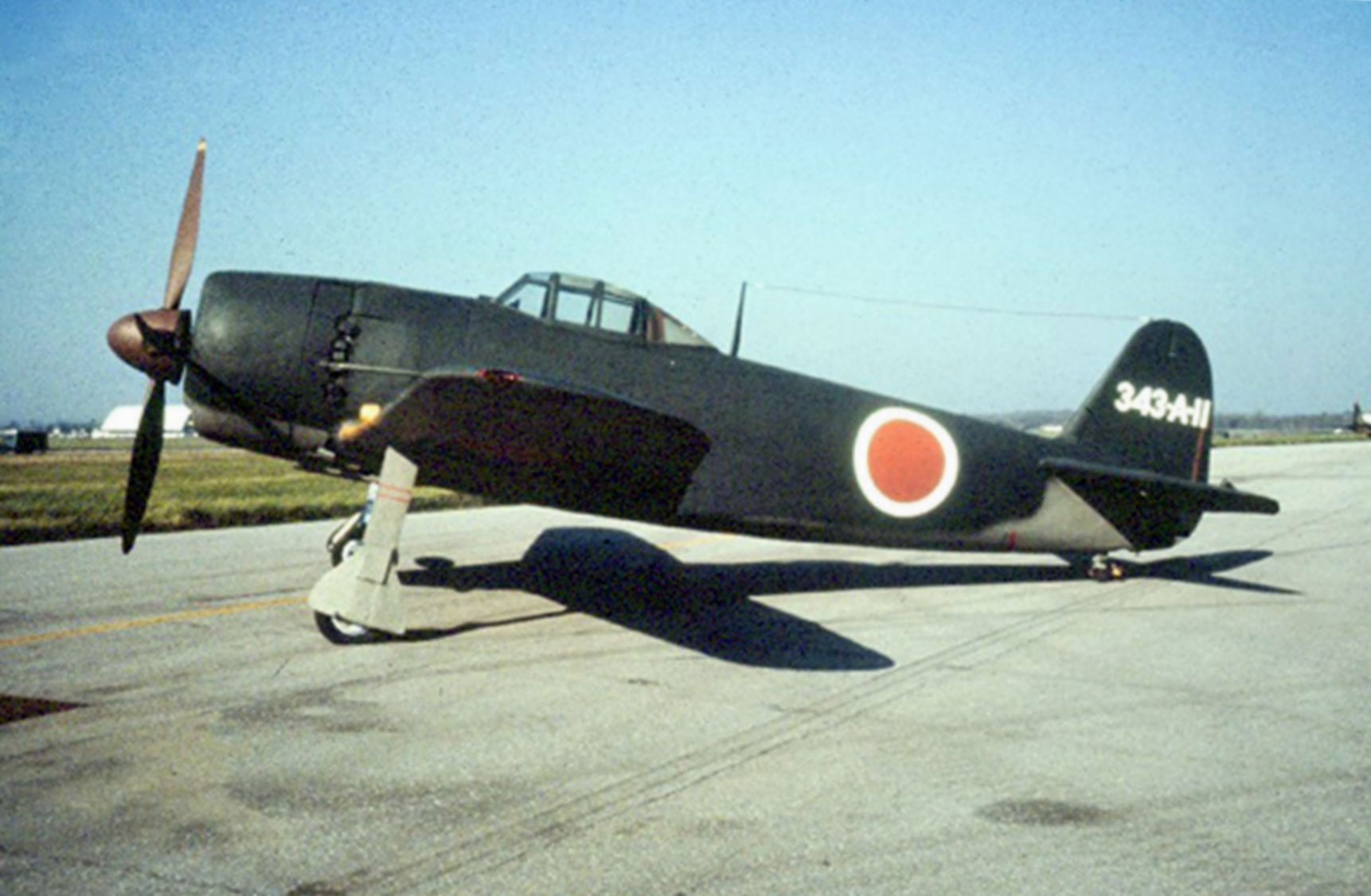
Kawanishi N1K2-Js vor der Restaurierung für ein Museum

„Gegen Ende 1944 dachte ich gründlich über die ungünstige Kriegslage meines Heimatlandes nach. Wir verloren die Schlachten, weil wir auf See besiegt wurden. Wir verloren die Schlachten, weil wir in der Luft überwältigt wurden. Wir verloren den Luftkrieg, weil wir versäumt hatten, unsere Luftüberlegenheit mit unseren Jagdflugzeugen zu sichern. Kurz, wir verloren den Krieg, weil unsere Jagdflieger geschlagen wurden.“

Kapitän Genda, der Planer des Angriffes auf Pearl Harbor 1941, war Mitglied des Admiralstabes der Kaiserlich Japanischen Marine als er diese Gedanken hatte. Als Lösung machte er dem Admiralstab den Vorschlag, einen 'Verband der Experten' unter seiner Führung aufzustellen. Kapitän Genda wollte alle erfahrenen Jagdpiloten in seinem Verband zusammenfassen und versuchen, die Luftherrschaft wieder herzustellen. Eine Idee, die auch Adolf Galland bei der Aufstellung des Jagdverbandes 44 in Deutschland hatte.
Der Admiralstab stimmte dem Vorschlag zu, Kapitän Genda stellte am 25. Dezember 1944 zum zweiten Mal das 343. Marineluftgeschwader auf und er selbst war, wie gewünscht, der Kommandant. Die Heimatbasis war Matsuyama in der Präfektur Ehime auf der Insel Shikoku in der Seto-Inlandsee. Am Anfang bestand das Geschwader aus drei Hikotei (Staffel), dem 301., dem 407. und dem 701. mit jeweils zwischen 40 und 50 Piloten. Großen Wert legte Genda auf die Ausbildung auf der Kawanishi N1K2-J, dem für viele Piloten neuen Flugzeugtyp. Geübt wurden schnelle Alarmstarts und Luftkämpfe, die in zwei Gruppen acht gegen acht durchgeführt wurden. Außerdem führte Genda auch die in der deutschen Luftwaffe, wie auch bei den amerikanischen Jagdpiloten üblichen Zweiergruppen (Rotte) in seinem Verband ein und änderte damit die ursprüngliche japanische Taktik in Dreiergruppen zu fliegen. Er meinte, zwei Piloten könnten besser gegenseitig auf sich aufpassen, als drei.
Anfang Februar kamen zwei weitere Staffeln zum Geschwader, die 401. und das 402, das aber schon Ende Februar dem 601. Kōkūtai zugeteilt wurde. Die 401. Staffel wurde nach Tokushima im Norden Shikokus verlegt und war eine reine Schulungsformation. Das Geschwader bestand aus etwa 3.000 Soldaten, davon 120 bis 150 Piloten, der Rest bestand aus Mechanikern, Bodenpersonal, Verwaltungspersonal und Männern, die für die Verpflegung zuständig waren.
Dank seiner Bemühungen gelang es Genda, dass etwa fünfzehn Prozent seiner Piloten der Klasse 'A' angehörten. Das waren Piloten, die ihre Ausbildung bis 1942 abgeschlossen hatten und nicht nur über eine gründliche Qualifizierung, sondern auch über profunde Kampferfahrung verfügten. Sie konnten bei schwierigen Aufgaben und auch nachts eingesetzt werden. Etwa dreißig Prozent waren 'B' Piloten, die ihre Ausbildung bis 1943 abgeschlossen hatten und die restlichen fünfundfünfzig Prozent waren Piloten, die ihre Ausbildung gerade hinter sich hatten und möglicherweise über ein wenig Kampferfahrung verfügten, die sie während der Kämpfe bei den Philippinen gesammelt hatten.
Kapitän Genda und seine Staffelkapitäne Nakashima Tadashi und Shiga Yoshio waren mit der Ausbildung ihrer Piloten beschäftigt, um sie auf die bevorstehenden Luftschlachten vorzubereiten.

„Nachdem wir eine schlagkräftige Luftgruppe aufgebaut hatten und die Piloten bereit waren, wollten wir eine Menge feindlicher Jäger wie eine tosende Meereswelle niederwerfen. Also hatte ich vor, unsere Kämpfer nicht im Kampf einzusetzen, bevor sie Mitte Mai ihre Ausbildung abgeschlossen hatten. Das war unsere Absicht, aber der Plan des Feindes war ein anderer.“

Schon am 13. März 1945 starteten auf eine Warnung hin 40 Flugzeuge des Geschwaders, allerdings ohne Feindkontakt zu bekommen. Nur die Flugabwehr des Schlachtschiffes Yamato feuerte, zum Glück ohne Treffer zu erzielen, auf die eigenen Flugzeuge, weil die nervösen Kanoniere des Schiffes eine größere Gruppe japanischer Flugzeuge nicht erwartet hatte und sie nicht über den Start des Verbandes informiert worden waren.
Am 18. März 1945 sichtete eine Nakajima C6N, das neueste Langstreckenaufklärungsflugzeug, eine Gruppe amerikanischer Flugzeugträger mit Kurs auf die japanischen Hauptinseln. Es war die Task Force 58, die zu Admiral Raymond Spruances 5. Flotte gehörte, die die japanische Flotte in der Inlandsee angreifen wollte. Insgesamt 163 Jäger und 158 Bomber griffen an und wurden von Gendas Piloten erwartet. Die Verluste waren auf beiden Seiten hoch, die Amerikaner verloren 14 Jäger und 13 Bomber, die Japaner 15 Jagdflugzeuge davon 14 mit ihren Piloten. Allerdings konnten die Amerikaner ihre Verluste problemlos ausgleichen, Kapitän Genda nicht.
Anfang April wurde das Geschwader auf die Insel Kyūshū zur Basis Kanoya verlegt, um die gerade mit der Operation Kikusui begonnenen Kamikazeangriffe bei der Schlacht um Okinawa zu unterstützen. Das Geschwader sollte den Begleitschutz für die Angreifer stellen. Für die Mechaniker brachte das nicht unerhebliche Probleme mit sich, denn die Homare Typ 21-Motoren der Shiden Kais benötigten ständige Wartung, die durch den Umzug erschwert wurde und auch das Flugbenzin, das nur noch in schlechter Qualität vorhanden war, sorgte für Probleme mit den Motoren.
Schon am 12. April sollte der erste Einsatz als Geleitschutz stattfinden. Das Geschwader sollte bei den Amami-Inseln zwischen Kyūshū und Okinawa patrouillieren und amerikanische Jäger abfangen, die auf der Suche nach Kamikazeflugzeugen waren. Es waren nur 44 Shiden Kais aus verschiedenen Staffeln theoretisch einsatzbereit, starten konnten gerade einmal 34 Flugzeuge. Über den Amami-Inseln wurden sie von, nach eigenen Angaben, 80 Hellcats und Corsairs angegriffen. Nach der Rückkehr gaben die japanischen Piloten an, 20 Hellcats und drei Corsairs abgeschossen zu haben. Sie selbst hatten zehn Flugzeuge mitsamt den Piloten verloren.
Die Einsätze als Schutz der Kamikazepiloten waren nicht die von Kapitän Genda erwartete 'tosende Meereswelle', die Verluste waren höher als gedacht und die Wartung der empfindlichen Flugzeuge wurde durch die Enge auf der Basis in Kanoya erschwert. Kapitän Genda beschloss daher, seine Einheit zur Basis Kokubu (jetzt ein Teil von Kirishima) zu verlegen. Der Umzug fand am 16. April 1945 statt und genau einen Tag später kam der Befehlshaber der 20. US-Luftflotte General Curtis LeMay dem Wunsch Admiral Chester W. Nimitz nach und bombardierte mit seinen Bombern die Flugplätze auf Kyūshū, darunter auch Kokubu. Es gab bei dem ersten Angriff keine Verluste beim 343. Geschwader, aber die Piloten mussten sich jetzt auch mit der Bekämpfung der Boeing B-29-Bombern auseinandersetzen. Die Shiden Kais waren dafür alles andere als geeignet, denn ihre Motoren hatten bei Höhen über 6.400 Metern einen starken Leistungsabfall und so waren diese Einsätze auch nicht sehr erfolgreich. Außer gegen die B-29 wurde der Verband auch gegen amerikanische Flugboote eingesetzt, die die japanische Küstenschifffahrt und Fischerboote angriffen und gegen Fernaufklärer vom Typ onsolidated PB4Y Privateer, die über der Inlandsee aufklärten.
Der Traum Kapitän Gendas erfüllte sich nicht, eine Wende im Pazifikkrieg konnte er nicht erreichen, dazu war die amerikanische Übermacht zu groß. Insgesamt hatte sein Geschwader 25 Kampfeinsätze, bis es schließlich am 14. August 1945 aufgelöst wurde, dem Tag, an dem Kaiser Hirohito die Kapitulation Japans erklärte. Das 343. Marineluftgeschwader hatte bis zum Kriegsende 91 Tote zu beklagen.

## Unterstellung

### 1. Aufstellung

#### Struktur
- Übergeordnete Einheit
  - 1. Luftflotte (1. Januar 1944 bis 31. Januar 1944)
  - 61. Luftflottille (1. Februar 1944 bis 10. Juli 1944, aufgelöst.)

### 2. Aufstellung

#### Struktur
- Übergeordnete Einheit
  - 25. Luftflottille (25. Dezember 1944–4. Februar 1945)
  - 3. Luftflotte (5. Februar 1945 bis 4. Mai 1945)
  - 5. Luftflotte (5. Mai 1945 bis 24. Mai 1945)
  - 72. Luftflottille (25. Mai 1945–Kriegsende)
- Untergeordnete Einheit
  - 301. Jagdstaffel (25. Dezember 1944 bis Kriegsende)
  - 401. Jagdstaffel (5. Februar 1945 bis Kriegsende)
  - 402. Jagdstaffel (5. Februar 1945 bis 28. Februar 1945)
  - 407. Jagdstaffel (25. Dezember 1944 bis Kriegsende)
  - 701. Jagdstaffel (25. Dezember 1944 bis Kriegsende)
  - 4. Aufklärungsstaffel (1. Februar 1945 bis 30. April 1945)

## Geschwaderkommodore
|                | Name                            | Von               | Bis             | Bemerkungen                                                                        |
| 1. Aufstellung | 1. Aufstellung                  | 1. Aufstellung    | 1. Aufstellung  | 1. Aufstellung                                                                     |
| -------------- | ------------------------------- | ----------------- | --------------- | ---------------------------------------------------------------------------------- |
| 1.             | Fregattenkapitän Takenaka Masao | 1. Januar 1944    | 10. Juli 1944   |                                                                                    |
| 2. Aufstellung |                                 |                   |                 |                                                                                    |
| 1.             | Kapitän zur See Minematsu Iwao  | 26. Dezember 1944 | 15. Januar 1945 |                                                                                    |
| 2.             | Kapitän zur See Genda Minoru    | 15. Januar 1945   | 7. Oktober 1945 | gleichzeitig Kommodore des 352. Marineluftgeschwader vom 27. Juni bis 8. Juli 1945 |